# Carabhydrus
Carabhydrus is een geslacht van kevers uit de familie  waterroofkevers (Dytiscidae).
Het geslacht is voor het eerst wetenschappelijk beschreven in 1978 door Watts.

## Soorten
Het geslacht omvat de volgende soorten:
- Carabhydrus andreas Zwick, 1981
- Carabhydrus monteithi Watts, 1978
- Carabhydrus mubboonus Larson & Storey, 1994
- Carabhydrus niger Watts, 1978
- Carabhydrus plicatus Watts, 1978